# Seznam krnovských knížat
Toto je seznam krnovských knížat.

Znak krnovského knížectví

Krnovské knížectví nebo také Krnovské vévodství (německy Herzogtum Jägerndorf nebo Fürstentum Jägerndorf, latinsky Ducatus Carnoviensis) bylo historickým útvarem na moravsko-slezském pomezí v okolí dnešních měst Krnova, Bruntálu, a polských Hlubčic. Krnovské knížectví vzniklo rozdělením Opavského knížectví v roce 1377.

## Opavští Přemyslovci
| Panování  | Vládce            | Příbuzenské vztahy         | Poznámky                                                         |
| --------- | ----------------- | -------------------------- | ---------------------------------------------------------------- |
| 1377–1378 | Jan I. Ratibořský | syn Mikuláše II. Opavského |                                                                  |
| 1378–1384 | Jan II. Opavský   | syn Jana I. Ratibořského   | kníže ratibořský, znám také jako Jan II. Železný( Hanuš Ferreus) |

## Slezští Piastovci
| Panování  | Vládce                | Příbuzenské vztahy          | Poznámky                                                                    |
| --------- | --------------------- | --------------------------- | --------------------------------------------------------------------------- |
| 1384–1390 | Vladislav II. Opolský | syn Boleslava II. Opolského | Také kníže opolský, prodal krnovské knížectví moravskému markraběti Joštovi |

## Lucemburkové
| Panování  | Vládce        | Příbuzenské vztahy               | Poznámky                                                                                               |
| --------- | ------------- | -------------------------------- | --- |
| 1390–1411 | Jošt Moravský | syn Jana Jindřicha Lucemburského | v letech 1410–1411 byl římsko-německý král, moravský markrabě, lucemburský vévoda, Braniborský kurfiřt |

## Slezští Piastovci
| Panování  | Vládce              | Příbuzenské vztahy | Poznámky |
| --------- | ------------------- | ------------------ | --- |
| 1421–1421 | Ludvík II. Lehnický | syn Jindřicha VII  | břežsko-lehnický kníže, od císaře Zikmunda Lucemburského koupil Krnovské knížectví, které bylo ve vlastnictví Českého království a téhož roku jej i prodal |

## Opavští Přemyslovci
| Panování  | Vládce              | Příbuzenské vztahy         | Poznámky                                                                      |
| --------- | ------------------- | -------------------------- | ----------------------------------------------------------------------------- |
| 1422–1424 | Jan II. Opavský     | syn Jana I. Ratibořského   | kníže ratibořský, opětovně vykupuje zpět Krnovské knížectví a Hlubčicko       |
| 1424–1452 | Mikuláš V. Krnovský | syn Jana II. Opavského     | bruntálský kníže, vlastnil dále Pštinské knížectví, Vladislav, Rybnik         |
| 1452–1474 | Jan IV. Krnovský    | syn Mikuláše V. Krnovského | vladislavský kníže, byl nucen odevzdat Krnovské knížectví Matyášovi Korvínovi |

## Hunyadyové
| Panování  | Vládce        | Příbuzenské vztahy   | Poznámky |
| --------- | ------------- | -------------------- | --- |
| 1474–1490 | Matyáš Korvín | syn Jánose Hunyadiho | uherský král, český vzdorokrál, násilně zabral část Slezska v bojích mezi Jiřím z Poděbrad, následně se dohodl s jeho nástupcem Vladislavem Jagellonským na přenechání Slezska |

## Opavští Přemyslovci
| Panování  | Vládce           | Příbuzenské vztahy           | Poznámky |
| --------- | ---------------- | ---------------------------- | --- |
| 1490–1493 | Barbora Krnovská | dcera Mikuláše V. Krnovského | kněžna osvětimská, kněžna hlivická. V krnovské knížectví spoluvládla se svým zetěm Jiřím ze Šelmberka až do začátku 16. století z důvodu kdy český král Vladislav Jagellonský předal knížectví jako odúmrť Českého království jeho otci Janu II. ze Šelmberka, kterou neuznávala a domáhala se dědictví po otci, proto se obě strany sporu dohodli na kompromisním řešení. |

## Šelmberkové
| Panování  | Vládce               | Příbuzenské vztahy             | Poznámky |
| --------- | -------------------- | ------------------------------ | --- |
| 1493–1506 | Jan II. ze Šelmberka | syn Jaroslava II. ze Šelmberka | krnovské knížectví dostal za své služby českému králi Vladislavovi II. Jagelonskému, byl nejvyšší kancléř a komorník Českého království, skutečnou vládu v knížectví vykonával jeho syn a Barbora Krnovská |
| 1506–1523 | Jiří ze Šelmberka    | syn Jana II. ze Šelmberka      | v roce 1523 prodal knížectví franské větvy rodu Hohenzollernů |

## Hohenzollernové
| Panování  | Vládce                              | Příbuzenské vztahy                         | Poznámky                                                                                          |
| --------- | ----------------------------------- | ------------------------------------------ | ------------------------------------------------------------------------------------------------- |
| 1523–1543 | Jiří Braniborsko-Ansbašský          | syn Friedricha IV. Braniborsko-Ansbašského | byl také braniborsko-ansbašský markrabě, krnovský, ratibořský a opolský kníže                     |
| 1543–1603 | Jiří Fridrich Braniborsko-Ansbašský | syn Jiřího Braniborsko-Ansbašského         | byl braniborsko-ansbašský markrabě, kníže opolsko-ratibořský                                      |
| 1603–1606 | Jáchym Fridrich Braniborský         | syn Jana Jiřího Braniborského              | byl braniborský kurfiřt                                                                           |
| 1607–1622 | Jan Jiří Krnovský                   | Jáchyma Fridricha Braniborského            | velitel vojska slezských stavu během stavovského povstání, majetek mu byl po porážce zkonfiskován |

## Lichtenštejnové
V důsledku českého stavovského povstání bylo knížectví i s majetky konfiskováno a knížecí titul společně s majetky zde byl roku 1622 udělen Karlu z Lichtenštejna. Hlava rodu Lichtenštejnů tak od té doby nese titul knížat (resp. vévodů) krnovských v rámci svého celého titulu (kníže z a na Lichtenštejnu, vévoda opavský a krnovský, hrabě z Rietbergu). Lichtenštejnové vládli v Krnovské knížectví jako krnovská knížata od roku 1622 až do roku 1918, majetky vlastnili lichtenštejnská knížata na Krnovsku do roku 1945.
| Jméno                    | Portrét | Knížetem                      | Život        | Poznámky                                                                                         |
| ------------------------ | ------- | ----------------------------- | ------------ | ------------------------------------------------------------------------------------------------ |
| Karel I. z Lichtenštejna |         | 1622–1627                     | 1569–1627    | Získal Krnovské knížectví v roce 1622 poté co bylo zkonfiskováno Janu Jiřímu.                    |
| Karel Eusebius           |         | 1627–1684                     | 1611–1684    | Syn Karla I.                                                                                     |
| Jan Adam I.              |         | 1684–1712                     | 1662–1712    | Syn Karla Eusebia                                                                                |
| Josef Václav             |         | 1712–1718 1732–1745 1748–1772 | 1696–1772    | Pra-prasynovec Karla I. z Lichtenštejna                                                          |
| Antonín Florián          |         | 1718–1721                     | 1656–1721    | Prasynovec Karla I. z Lichtenštejna, strýc Josefa Václava První vládnoucí lichtenštejnský kníže. |
| Josef Jan Adam           |         | 1721–1732                     | 1690–1732    | Syn Antonína Floriána                                                                            |
| Jan Nepomuk Karel        |         | 1732–1748                     | 1724–1748    | Syn Josefa Jana Adama                                                                            |
| František Josef I.       |         | 1772–1781                     | 1726–1781    | Synovec Josefa Václava                                                                           |
| Alois I.                 |         | 1781–1805                     | 1759–1805    | Syn Františka Josefa I.                                                                          |
| Jan I. z Lichtenštejna   |         | 1805–1836                     | 1760–1836    | Syn Františka Josefa I.                                                                          |
| Alois II.                |         | 1836–1858                     | 1796–1858    | Syn Jana I. z Lichtenštejna                                                                      |
| Jan II. z Lichtenštejna  |         | 1858–1929                     | 1840–1929    | Syn Aloise II.                                                                                   |
| František I.             |         | 1929–1938                     | 1853–1938    | Syn Aloise II.                                                                                   |
| František Josef II.      |         | 1938–1989                     | 1906–1989    | Potomek Jana I. z Lichtenštejna, prasynovec Františka I.                                         |
| Jan Adam II.             |         | od 1989                       | narozen 1945 | Vládnoucí kníže lichtenštejnský, syn Františka Josefa II.                                        |